# Ambasciata d'Italia a Mosca
L'Ambasciata d'Italia a Mosca è la missione diplomatica della Repubblica Italiana nella Federazione Russa.
La sede dell'ambasciata si trova a Mosca, a Villa Berg.

## Storia
Dopo il riconoscimento dell'Unione Sovietica e l'instaurazione di rapporti diplomatici da parte del Regno d'Italia, nel 1924 la sede dell'ambasciata italiana fu spostata da Pietrogrado a Mosca, nell'edificio di Villa Berg.